# 宗像和重
宗像 和重（むなかた かずしげ、1953年7月 - ）は、日本の日本近代文学研究者。早稲田大学教授。

## 人物・来歴
福島県生まれ。1976年早稲田大学第一文学部日本文学専攻卒業。83年同大学院文学研究科博士後期課程満期退学。早稲田大学教育学部助手、工学院大学助教授、早稲田大学政治経済学部教授、早稲田大学図書館副館長、早稲田大学政治経済学術院教授、早稲田大学文学学術院教授。2005年『投書家時代の森鷗外』でやまなし文学賞受賞。

## 著書
- 『投書家時代の森鴎外 草創期活字メディアを舞台に』岩波書店 2004

### 編著
- 『編年体大正文学全集 別巻　大正文学年表・年鑑』山本芳明共編 ゆまに書房 2003
- 『新日本古典文学大系 明治編　正岡子規集』金井景子・勝原晴希共校注 岩波書店 2003
- 『新日本古典文学大系 明治編　風刺文学集』中野三敏・十川信介・関肇共校注　岩波書店 2005
- 『文藝時評大系 大正篇』全14巻　ゆまに書房 2006
- 『文藝時評大系 明治篇 別巻(索引)』中島国彦共編　ゆまに書房 2006
- 『文藝時評大系 昭和篇 別巻(索引)』池内輝雄・曾根博義共編　ゆまに書房 2008-
- 『占領期雑誌資料大系 文学編 第1巻』山本武利編者代表、川崎賢子・十重田裕一共編 岩波書店 2009
- 『コレクション・モダン都市文化 第57巻　旧制高校と大学』ゆまに書房 2010
- 『日本語文章・文体・表現事典 文学編』中村明・十重田裕一共編集 朝倉書店 2012
- 『日本近代短篇小説選』全6巻、紅野敏郎・紅野謙介・千葉俊二・山田俊治共編 岩波文庫 2012-13
- 『日本近代随筆選』全3巻、千葉俊二・長谷川郁夫共編 岩波文庫 2016
- 『東京百年物語』全3巻、十重田裕一・ロバート・キャンベル共編 岩波文庫 2018
- 『鴎外追想』岩波文庫 2022

## 論文
- ＜宗像和重